# Carlo Mazzantini (scrittore)
(Carlo Mazzantini, A cercar la bella morte.)
Carlo Mazzantini (Roma, 15 dicembre 1925 – Tivoli, 28 dicembre 2006) è stato uno scrittore italiano e un militare della Repubblica Sociale Italiana.

## Biografia
Scrittore, poeta e storico del Fascismo, è stato un combattente della Repubblica Sociale Italiana (RSI) alla quale aderisce all'età di 17 anni, all'indomani dell'armistizio dell'8 settembre 1943, militando nella 63ª Legione CC.NN. d'Assalto "Tagliamento".
Al termine del conflitto si laurea in scienze politiche con una tesi in diritto internazionale sul nascente Stato d'Israele. Si trasferisce quindi all'estero, insegnando al Liceo Italiano di Tangeri e all'Università di Galway in Irlanda. Nel 1957 sposa la pittrice irlandese Anne Donnelly dalla quale ha quattro figlie fra cui Margaret, la celebre scrittrice, e l'attrice Giselda Volodi.
Tornato in Italia, diviene redattore all'Enciclopedia Treccani e si trasferisce nella casa di campagna vicino a Tivoli, città nella quale muore ed è sepolto. Le sue opere narrano dell'esperienza nella RSI e delle riflessioni storiche che ne scaturirono. Fu Giordano Bruno Guerri, allora direttore della narrativa italiana presso Arnoldo Mondadori Editore a far sì che venisse pubblicato il primo romanzo A cercar la bella morte (1986), pietra miliare nel panorama letterario italiano sulle esperienze dirette di quel periodo storico.
Nonostante la sua appartenenza alla “parte sbagliata”, vissuta senza nessuna vergogna o pentimento (come ebbe a dire lui stesso), Mazzantini è stato forse il primo o comunque fra i principali fautori della pacificazione nazionale. Fu iscritto prima come indipendente nelle liste del Partito Radicale di Marco Pannella - l'unico leader di sinistra che rispose a Mazzantini, una volta ricevuto il suo romanzo - nel 1986, e l'anno successivo si iscrisse al partito, da lui ritenuto «necessario alla Sinistra italiana».

## Opere
- A cercar la bella morte - Mondadori, 1986 e poi Marsilio, 1995
- I Balilla andarono a Salò - Marsilio, 1995
- C'eravamo tanto odiati - Testimonianza parallela di Carlo Mazzantini e Rosario Bentivegna, a cura di Dino Messina - Baldini e Castoldi Editore, 1997
- Ognuno ha tanta storia - Marsilio, 2000
- Restano le nuvole: una vita in versi - Marsilio, 2001
- Amor ch'al cor gentile - Marsilio, 2002
- L'Ultimo Repubblichino - Marsilio, 2005
- L'italiano di Tangeri - Marsilio, 2011

### Video
- Intervista di Carlo Romeo a Carlo Mazzantini

### Audio
- Nuovo iscritto al PR: contadino, scrittore, ex repubblicano
- 25 aprile, giorno di riconciliazione nazionale

| Controllo di autorità | VIAF (EN) 2503925 · ISNI (EN) 0000 0000 6155 4665 · SBN CFIV167130 · LCCN (EN) nr88008098 · GND (DE) 121450813 · BNF (FR) cb121193286 (data) · CONOR.SI (SL) 131838051 |